# Castelfranco Veneto
Castelfranco Veneto is een stad en gemeente in de Italiaanse provincie Treviso (regio Veneto). Het is de geboorteplaats van de renaissance-schilder Giorgione.
De volgende frazioni maken deel uit van de gemeente: San Floriano

## Geografie
Castelfranco Veneto grenst aan de volgende gemeenten: Castello di Godego, Loreggia (PD), Resana, Riese Pio X, San Martino di Lupari (PD), Santa Giustina in Colle (PD), Vedelago.

## Bezienswaardigheden
Het centrum van de stad is vierkant en wordt omgeven door stadsmuren waarvan de bouw gestart werd in 1211. Een onderdeel van de verdedigingswerken van Castelfranco Veneto is het kasteel of Cittadella.
Castelfranco Veneto is de geboorteplaats van de schilder Giorgione, wiens bekendste werk in de kathedraal van Castelfranco hangt, de Madonna con St. Francis et Liberalis (1504), ook wel La Pala del Giorgione genoemd.
De kathedraal zelf is ontworpen door Francesco Maria Preti en gebouwd op de fundamenten van een romaanse kerk.

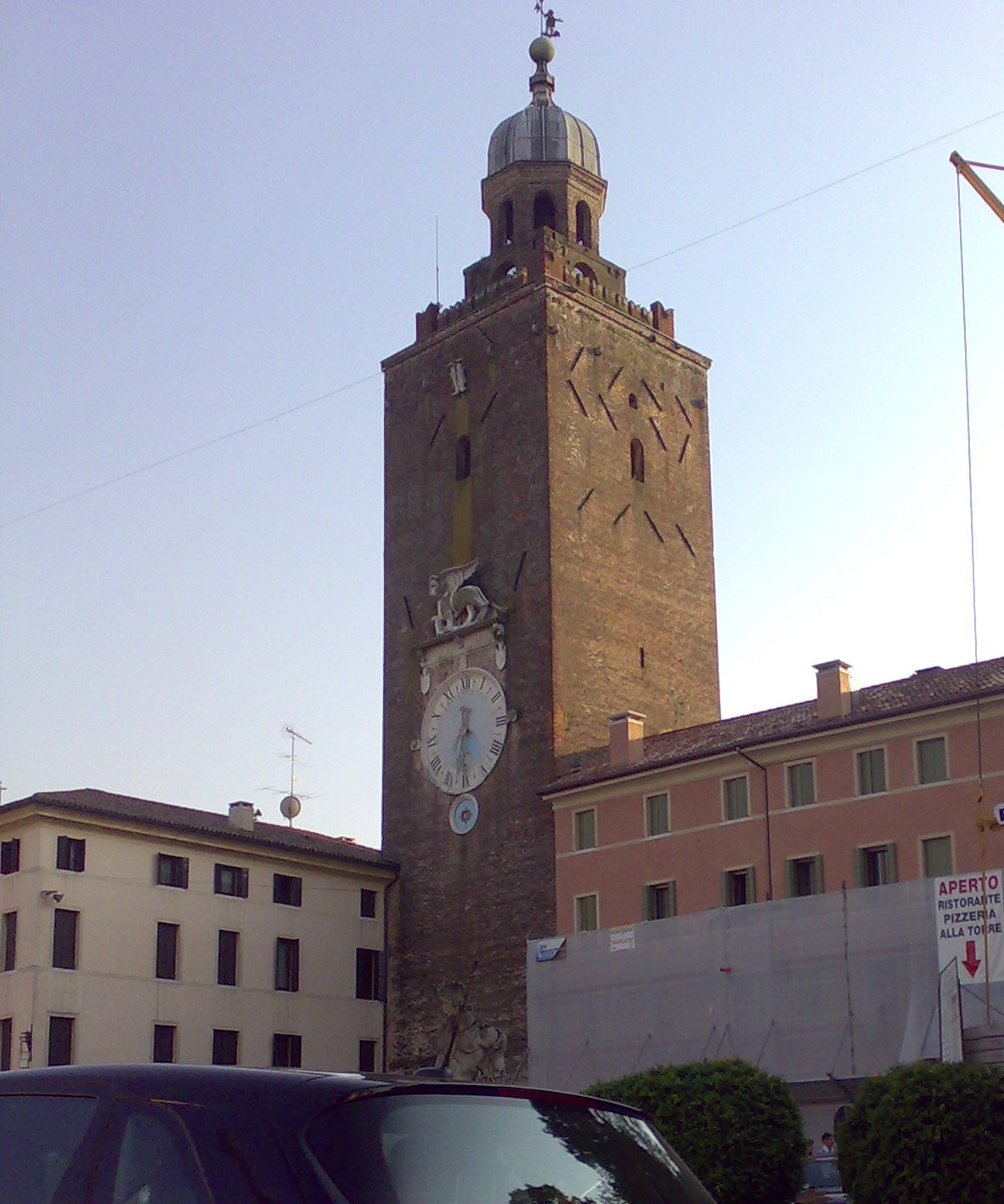
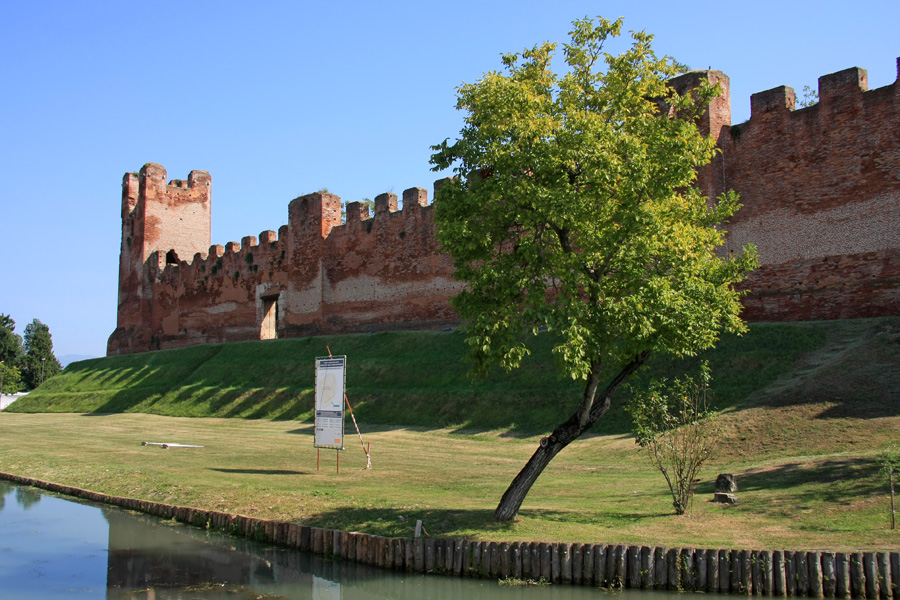
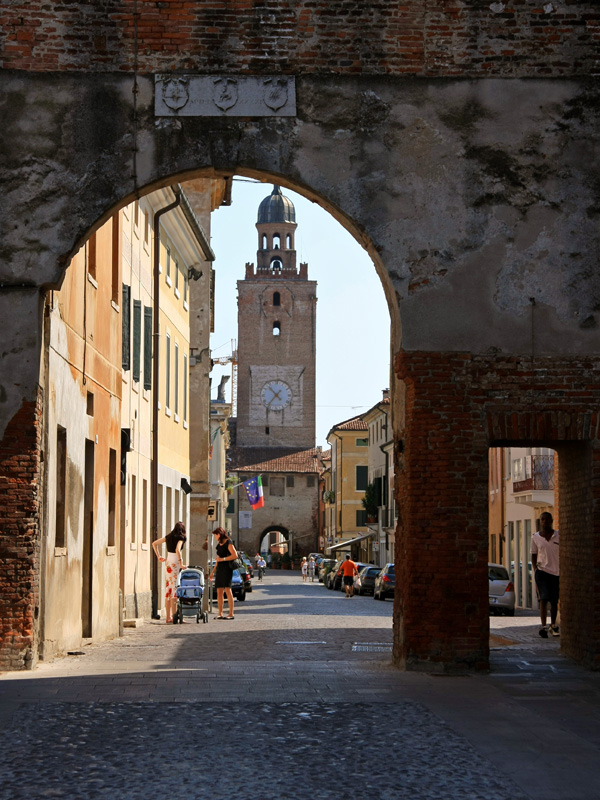
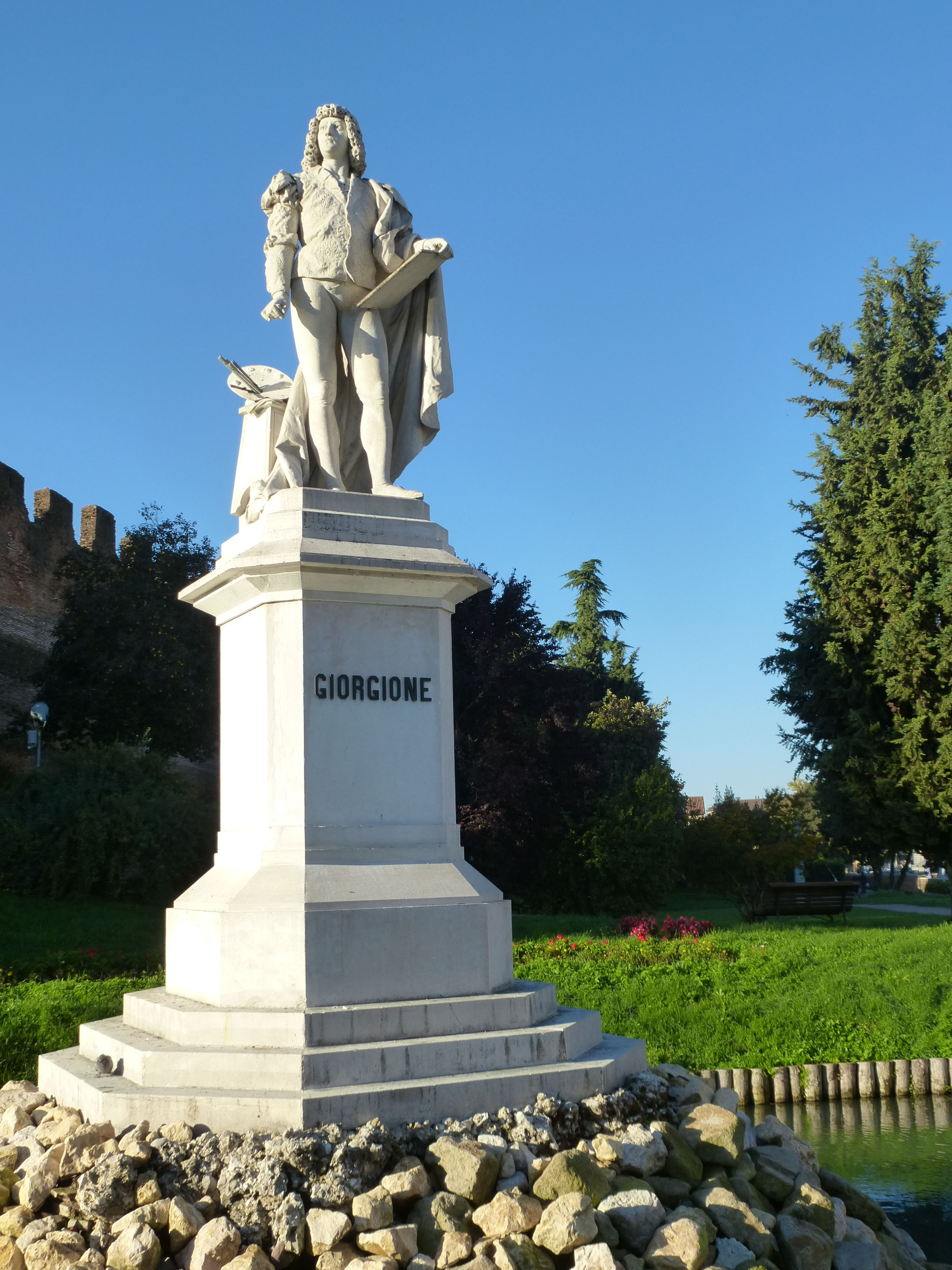
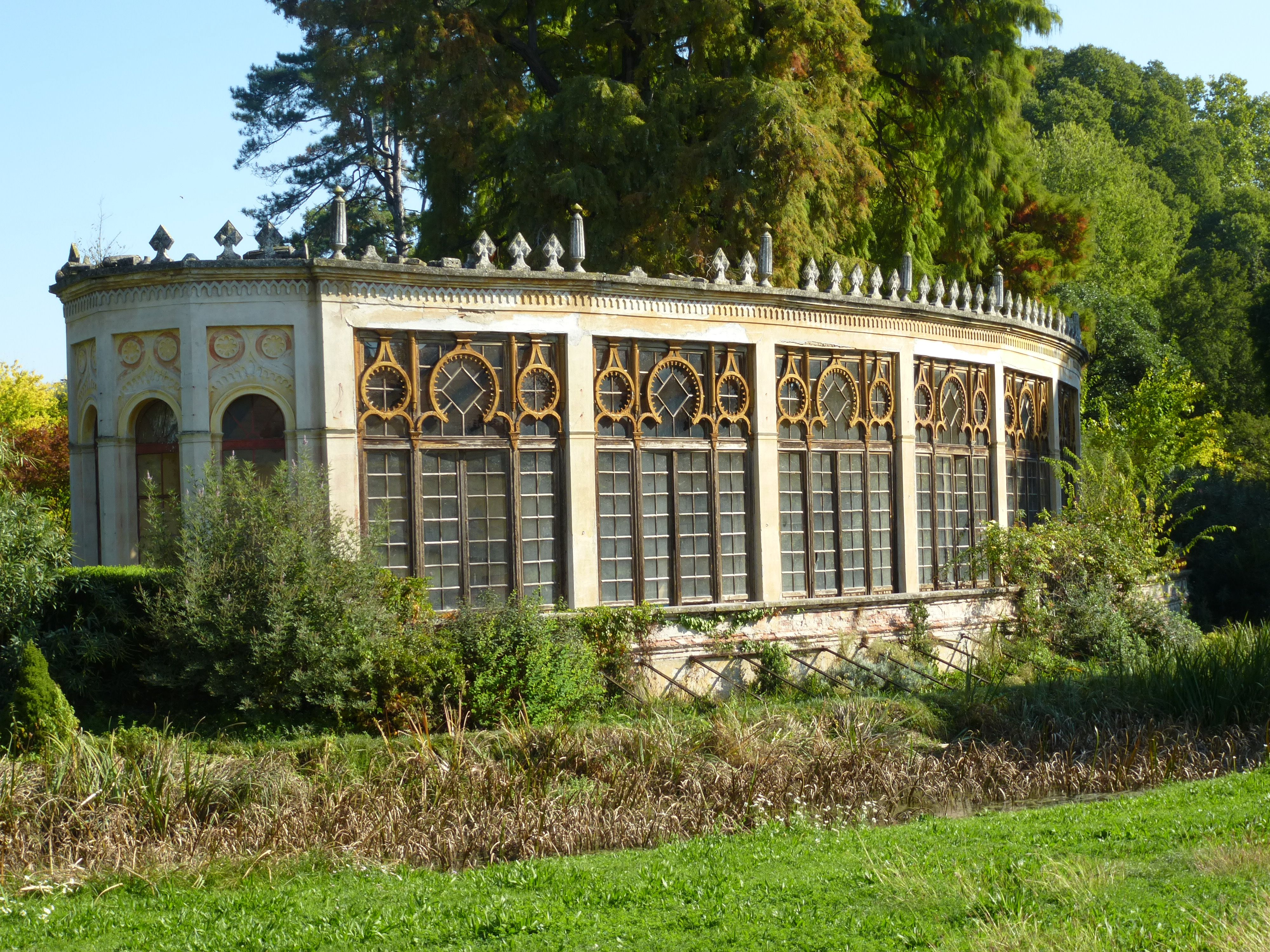

## Geboren in Castelfranco Veneto
- Giorgione (ca. 1477-1510), kunstschilder
- Vincenzo Riccati (1707-1775), wiskundige
- Adartico Vudafieri (1950), rallyrijder
- Francesco Guidolin (1955), voetballer en voetbalcoach
- Donatella Rettore (1955), zangeres
- Matteo Tosatto (1974), wielrenner
- Gian Maria Gabbiani (1978), autocoureur
- Alessandro Ballan (1979), wielrenner
- Matteo Priamo (1982), wielrenner
- Marco Bandiera (1984), wielrenner
- Matteo Busato (1987), wielrenner
- Paolo Simion (1992), wielrenner
- Leonardo Basso (1993), wielrenner
- Manuela Giugliano (1997), voetbalster